# ATEA
Atea er et nordisk IT-selskab med hovedkontor i Ballerup. Det sælger hovedsageligt hardware- og software-produkter, konsulent- og serviceaftaler.
Virksomheden beskæftiger ca. 1600 medarbejdere i Danmark og 7200 medarbejdere globalt (2021).

## Historie
Selskabet som i dag bærer navnet Atea er en videreførelse af navnet på et af de selskaber som igennem dets historie er tilkøbt. Andre navne er blevet udfaset til fordel for et fælles navn på tværs af de lande selskabet opererer i.

### Norge
Det oprindelige selskab i koncernen blev stiftet i Norge i 1968 under navnet MerkantilData. I 1998 opkøbte selskabet den på daværende tidspunkt TeleDanmark-ejede virksomhed DanaData.  Selskabet fusionerede i 2003 med Ementor og Eterra hvor det fortsatte med navnet Ementor.

### Danmark
Det danske del af koncernen bestod oprindeligt af selskabet TopNordic der i 2006 fusionerede med det norske selskab Ementor.

### Sverige
Den svenske del af koncernen bestod oprindeligt af selskabet Atea. Dette selskab blev købt ind i koncernen samme år som norske Ementor og danske TopNordic fusionerede og hele koncernen skiftede til dette navn i 2009.

### Baltikum
Selskabets afdelinger i Estland, Letland og Litauen er tilkommet ved opkøb af virksomheden Sonex Group i 2007.

## Atea-sagen
Atea samt syv tiltalte personer er i den såkaldte Atea-sag ved Retten i Glostrup dømt for bestikkelse og underslæb. Atea Danmark fik en bødestraf på 10 millioner kroner, de øvrige tiltalte fik domme fra 40 dage og op til 18 måneders fængsel.